# Lasioglossum albuquerquense
Lasioglossum albuquerquense là một loài Hymenoptera trong họ Halictidae. Loài này được Michener mô tả khoa học năm 1937.